# Nemški vzhodni rubelj
Nemški vzhodni rubelj (nemško in poljsko ostrubel, latvijsko in litovsko ostrublis, rusko oструбль, ostrublj) je bil valuta, denominirana v rubljih in kopejkah, ki jo je izdalo Nemško cesarstvo leta 1916 za uporabo na vzhodnih ozemljih pod nemško okupacijo - Ober Ostu in Varšavski generalni guberniji.
Vzhodni rubelj je bil sprva enak ruskemu carskemu rublju. Razlog za izdajo je bilo pomanjkanje denarja. Bankovce je 17. aprila 1916 natisnila Darlehnskasse v Poznanju.
Od 4. aprila 1916 je bil na območju Ober Osta vzhodni rubelj v obtoku skupaj z vzhodno marko, pri čemer sta bili 2 vzhodni marki enakovredni enemu vzhodnemu rublju. V Varšavski generalni guberniji je bil vzhodni rubelj 14. aprila 1917 nadomeščen s poljsko marko.

## Apoeni

### Bankovci
V obtoku so bili naslednji apoeni bankovcev:
| Slika | Slika  | Nominacija  | Velikost (mm) |
| Averz | Reverz | Nominacija  | Velikost (mm) |
| ----- | ------ | ----------- | ------------- |
|       |        | 20 kopejk   | 110×70        |
| 124px | 124px  | 50 kopejk   | 124×81        |
| 129px | 129px  | 1 rubelj    | 129×85        |
|       |        | 3 rublji    | 145×90        |
| 158px | 158px  | 10 rubljev  | 158×100       |
|       |        | 25 rubljev  | 175×110       |
| 171px | 171px  | 100 rubljev | 171×108       |

### Kovanci
| Slika | Nominacija | Premer [mm] | Masa [g] | Averz                                                                         | Reverz                   | Tiraž      | Material | Leto izdaje |
| ----- | ---------- | ----------- | -------- | ----------------------------------------------------------------------------- | ------------------------ | ---------- | -------- | ----------- |
|       | 1 kopejka  | 21,5        | 2,8      | Napis "Gebiet des Oberbefehlshabers Ost" (Ozemlje vrhovnega poveljstva Vzhod) | Letnica je znotraj križa | 11 942 046 | železo   | 1916        |
|       | 1 kopejka  | 21,5        | 2,8      | Napis "Gebiet des Oberbefehlshabers Ost" (Ozemlje vrhovnega poveljstva Vzhod) | Letnica je znotraj križa | 7 682 000  | železo   | 1916        |
|       | 2 kopejki  | 24          | 5,8      | Napis "Gebiet des Oberbefehlshabers Ost" (Ozemlje vrhovnega poveljstva Vzhod) | Letnica je znotraj križa | 6 972 574  | železo   | 1916        |
|       | 2 kopejki  | 24          | 5,8      | Napis "Gebiet des Oberbefehlshabers Ost" (Ozemlje vrhovnega poveljstva Vzhod) | Letnica je znotraj križa | 8 017 000  | železo   | 1916        |
|       | 3 kopejke  | 28          | 8,7      | Napis "Gebiet des Oberbefehlshabers Ost" (Ozemlje vrhovnega poveljstva Vzhod) | Letnica je znotraj križa | 8 670 000  | železo   | 1916        |
|       | 3 kopejke  | 28          | 8,7      | Napis "Gebiet des Oberbefehlshabers Ost" (Ozemlje vrhovnega poveljstva Vzhod) | Letnica je znotraj križa | 7 903 000  | železo   | 1916        |

Na sprednji strani bankovcev je opozorilo v nemščini pred ponarejanjem bankovcev. Na hrbtni strani je bilo isto opozorilo napisano v latvijščini (s starim slogom pravopisa), litovščini in poljščini.
Obstajali so tudi kovanci za 1 kopejko, 2 kopejki in 3 kopejke, izdelani iz železa.

## Posledice
Vzhodni rubelj je bil v Litvi v obtoku skupaj z vzhodno marko do 1. oktobra 1922, ko ga je nadomestil latvijski lat.
V delu Druge poljske republike je bil v obtoku v prvih mesecih neodvisnosti do 29. aprila 1920. 

## Vira
- Gerhard Hahne, Die Inflation der Markwährungen und das postalische Geschehen im litauisch-polnischen Raum, Forschungsgemeinschaft Litauen im Bund Deutscher Philatelisten e.V., Uetze, (1996) (nemško)
- N. Jakimovs and V. Marcilger, The Postal and Monetary History of Latvia 1918–1945, own book, 1991, pp. 14-13–14-15.